# Palrejo
Palrejo is een bestuurslaag in het regentschap Jombang van de provincie Oost-Java, Indonesië. Palrejo telt 3535 inwoners (volkstelling 2010).